# التنوع والعدالة والاندماج
التنوع والعدالة والاندماج يشير إلى الإطارات التنظيمية التي تسعى لتعزيز "المعاملة العادلة والمشاركة الكاملة لجميع الأشخاص" وخاصة الفئات "التي تعاني من عدم التمثيل الكافي أو التمييز" بناء على الهوية أو الإعاقة. تمثل هذه الأفكار الثلاث (التنوع والعدالة والاندماج) "ثلاثة قيم مرتبطة ارتباطا وثيقا" تسعى المؤسسات إلى تثبيتها من خلال إطارات التنوع والعدالة والاندماج حتى وإن اعتبر بعض العلماء أنه يجب في بعض الحالات فصل التنوع والاندماج. تستبدل بعض الإطارات في المقام الأول في بريطانيا مفهوم "العدالة" بالمساواة: المساواة والتنوع والاندماج. تشمل الاختلافات الأخرى التنوع والعدالة والاندماج والانتماء أو العدالة والتنوع والاندماج أو التنوع والعدالة والاندماج والوصول.
يشير التنوع إلى وجود تنوع داخل قوى العمل التنظيمية مثل التنوع في الهوية (مثل الجنس والثقافة والعرق والدين والإعاقة والطبقة وما إلى ذلك) أو العمر أو الرأي. تشير العدالة إلى مفاهيم العدالة والعدل مثل التعويض العادل. وعادة ما يتضمن المفهوم العدالة التركيز على الفروق الاجتماعية وتوزيع الموارد و"السلطة في اتخاذ القرار للفئات التي تعاني من التهميش التاريخي" وأخذ "ظروف الشخص الفريدة في الاعتبار وتعديل المعاملة وفقا لذلك بحيث يكون النتيجة متساوية". أما الاندماج فيشير إلى خلق ثقافة تنظيمية توفر تجربة يشعر فيها "جميع الموظفين أن أصواتهم ستسمع" وشعور بالانتماء والتكامل.
عادة ما يُستخدم التنوع والعدالة والاندماج لوصف جهود "التدريب" المعينة مثل التدريب على التنوع. على الرغم من أن التنوع والعدالة والاندماج معروف أكثر كشكل من أشكال التدريب الشركات إلا أن يتم تطبيقه أيضا في العديد من أنواع المؤسسات مثل الأوساط الأكاديمية والمدارس والمستشفيات.
في السنوات الأخيرة تلقى جهود وسياسات التنوع والعدالة والاندماج انتقادات بعضها موجهة إلى فعالية أدواتها المحددة مثل التدريب على التنوع وتأثيرها على حرية التعبير والحرية الأكاديمية بالإضافة إلى انتقادات أكثر عمومية تستند إلى أسس سياسية أو فلسفية".

## التاريخ
يجب فهم إدارة التنوع على أنها مفهوم متأصل تاريخيا نشأ من سياسة التأكيد على العمل. استُخدم مصطلح "التأكيد على العمل" لأول مرة في الولايات المتحدة في "الأمر التنفيذي رقم 10925" الذي وقعه الرئيس جون إف. كينيدي في 6 مارس 1961 والذي شمل بندا يلزم متعاقدي الحكومة بـ "اتخاذ إجراءات إيجابية لضمان توظيف المتقدمين ومعاملة الموظفين [بشكل عادل] أثناء العمل بغض النظر عن عرقهم أو معتقدهم أو لونهم أو أصلهم الوطني". تم استخدامه لتعزيز الإجراءات التي تحقق عدم التمييز. في عام 1965 أصدر الرئيس ليندون ب. جونسون الأمر التنفيذي 11246 الذي استدعى من أصحاب العمل في الحكومة "توظيف بغض النظر عن العرق والدين والأصل الوطني" و"اتخاذ إجراءات إيجابية لضمان توظيف المتقدمين والمعاملة المنصفة للموظفين أثناء العمل بغض النظر عن عرقهم أو لونهم أو دينهم أو جنسهم أو أصلهم الوطني". قانون الحقوق المدنية لعام 1964 يحظر التمييز على أساس العرق واللون والدين والجنس أو الأصل الوطني. لم يأذن كل من الأمر التنفيذي وقانون الحقوق المدنية بتفضيل المجموعات. أعلن منسق مشروع القانون في مجلس الشيوخ السيناتور هيوبرت همفري أن القانون "سيحظر المعاملة المفضلة لأي مجموعة معينة" وأضاف "سآكل قبعتي إذا أدى ذلك إلى حصص عرقية". ومع ذلك أصبح التأكيد على العمل في التطبيق مرادفا للتفضيلات والأهداف والحصص حسب قرارات المحكمة العليا على الرغم من عدم وجود قانون صدر صراحة يسمح بالتمييز لصالح الفئات المحرومة. بعض القوانين الولائية منعت صراحة التفضيلات العرقية واستجابة لذلك فشلت بعض القوانين التي حاولت تشريع التفضيلات العرقية.
يهدف التأكيد على العمل إللتخفيف من قلة تمثيل بعض الفئات وتعزيز فرص الأقليات المعرفة ضمن المجتمع لمنحهم مساواة الوصول مع الأغلبية السكانية. يستند الأساس الفلسفي لهذه السياسة إلى مجموعة من المناهج المبررة بما في ذلك ولكن لا يقتصر على التعويض عن التمييز الماضي وتصحيح التمييز الحالي وتنويع المجتمع. غالبا ما يتم تنفيذها في الإعدادات الحكومية والتعليمية لضمان مشاركة الفئات المعينة ضمن المجتمع في جميع فرص الترقية والتعليم والتدريب.
التبرير المعلن للتأكيد على العمل من قبل أنصاره هو مساعدة في التعويض عن التمييز والاضطهاد أو استغلال الطبقة الحاكمة في ثقافة معينة ومعالجة التمييز القائم. في الآونة الأخيرة تحركت المفاهيم بعيدا عن التمييز لتشمل التنوع والعدالة والاندماج كدوافع لتفضيل الفئات التي تم تمثيلها تاريخيا بشكل غير كاف.
إدارة التنوع كمفهوم ظهر واكتسب قوة في الولايات المتحدة في منتصف الثمانينات. في ذلك الوقت عندما هدد الرئيس رونالد ريغان بتفكيك قوانين المساواة والتأكيد على العمل في الولايات المتحدة في الثمانينات توظفت شركات الولايات المتحدة محترفي المساواة والتأكيد على العمل بالإضافة إلى مستشاري المساواة لإقامة حجة تفيد بأن القوى العاملة المتنوعة يجب أن تُعتبر ميزة تنافسية بدلا من مجرد قيد قانوني. ببساطة كانت رسالتهم هي عدم تعزيز التنوع لأنه يُشترط قانونيا ولكن لأنه يعود بالفائدة على الأعمال التجارية. منذ ذلك الحين بدأ الباحثون في اختبار عدد من الفرضيات حول الفوائد التجارية للتنوع وإدارة التنوع والمعروفة باسم حجة التنوع في الأعمال.
تم تصوير وجود إدارة التعدد الثقافي والتنوع في مكان العمل على أنه وجود سياسات وبرامج مفاهيمية وتشغيلية داخل المؤسسات تضمن مشاركة الفئات المختلفة الموجودة في الطيف الاجتماعي قدرتها على المشاركة بفعالية في المستويات المختلفة الموجودة في المؤسسات.
في عام 2003 أنفقت الشركات في الولايات المتحدة 8 مليارات دولار سنويا على التنوع. بعد انتخاب دونالد ترامب في عام 2016 وصعود حركتي #MeToo وBlack Lives Matter ذكرت مجلة تايم في عام 2019 أن صناعة التنوع والشمول والاندماج "انفجرت" في الحجم. في الأوساط الأكاديمية أظهر استطلاع في عام 2019 أن الإنفاق على جهود التنوع والشمول والاندماج قد ارتفع بنسبة 27 في المائة خلال السنوات الأكاديمية الخمس السابقة.
تقدر إحدى التقديرات في عام 2020 حجم سوق التنوع والشمول والاندماج العالمي بـ 7.5 مليار دولار منها 3.4 مليار دولار في الولايات المتحدة وتتوقع أن تصل إلى 17.2 مليار دولار بحلول عام 2027. التنوع والشمول والاندماج أكثر شيوعا من التنوع والاندماج ويمثل العديد من منهجيات مختلفة.
في عام 2021 ذكرت مجلة نيويورك أن "الأعمال أصبحت أكبر بشكل مذهل من أي وقت مضى" بعد قتل جورج فلويد في مايو 2020. وذكرت مجلة ذي إيكونوميست أيضا أن استطلاعات الشركات الدولية تشير إلى أن عدد الأشخاص الذين تم توظيفهم في وظائف تحمل عنوان "تنوع" أو "شمول" زاد بأربعة أضعاف منذ عام 2010.

## الأساليب والحجج
في مقالة من عام 2018 قام مؤيدو التنوع والشمول والاندماج بالجدل بأن الشركات والمؤسسات تعيش في عالم أكبر ولا يمكن فصلها تماما عن المشاكل الموجودة في المجتمع. لذلك يُجادل المؤلفون في ضرورة التنوع والشمول والاندماج لتحسين العلاقات بين زملاء العمل وروح الفريق العمل. من خلال خطة التنوع والشمول والاندماج تحدد المؤسسات التدابير التي يجب اتخاذها بما في ذلك توظيف واحتفاظ الموظفين وتعزيز قنوات الاتصال الفعالة وتقديم التدريبات المناسبة وتنظيم السلوك في مكان العمل.
بحلول عام 2022 بدأت العديد من المؤسسات الأكاديمية في الولايات المتحدة أيضا بالتعهد بتحقيق التنوع والشمول والاندماج بطرق مختلفة بما في ذلك إنشاء وثائق وبرامج وتعيين أعضاء هيئة تدريس مخصصين خصيصا في الولايات المتحدة. تتطلب العديد من وكالات الاعتماد الآن دعم التنوع والشمول والاندماج. بحلول عام 2014 انتشرت المعلومات حول التنوع والشمول والاندماج للطلاب وأعضاء هيئة التدريس في الكليات والجامعات حيث تتطلب العديد من المدارس التدريب والاجتماعات حول هذا الموضوع. تهدف العديد من المنح الدراسية والفرص في الجامعات حتى إلى تشجيع التنوع. قد يكون التنوع في التعليم العالي أمرا صعبا حيث يشعر الطلاب المتنوعون في كثير من الأحيان بأنهم يقتصرون على تحقيق "حصة تنوع" مما يتطلب منهم تحمل عبء عاطفي عال.
كما توجد وظائف التنوع والعدالة والاندماج تهدف إلى إنشاء حلفاء لطلاب المدارس العامة من خلال الموارد وتدريب أعضاء الهيئة التدريس من أجل دعم الطلاب الذين يواجهون تفاوتات اجتماعية. يعتبر الأنصار الآخرون للتضامن الدعاية غير المخططة مهارة رئيسية للحلفاء للتعامل بصدق مع الكلمات والردود في الحياة اليومية.

## انتقادات وجدل

### التدريب على التنوع
تعرض التدريب على التنوع وهو أداة شائعة تستخدم في جهود التنوع والعدالة والاندماج لانتقادات متكررة بأنه غير فعال أو حتى مضر. وذكرت مجلة ذا إيكونوميست أن "الاجماع الذي يظهر الآن بين الأكاديميين هو أن العديد من سياسات مكافحة التمييز ليس لها أي تأثير. والأسوأ من ذلك هي غالبا ما تسبب آثارا عكسية". واحتجزت الادعاءات المتكررة أن هذه الجهود تعمل في الغالب للحماية من الدعاوى القانونية. وانتقد أيضا أنه لم يحرز تقدم محدود في تحقيق التنوع العرقي في قيادة الشركات وخاصة بالنسبة للمحترفين السود بسبب نقص في تواجد مسؤولي التنوع الرئيسيين المتنوعين وتركيز التنوع والعدالة والاندماج العام الذي يغفل عن قضايا محددة يواجهها المحترفون السود. أظهرت دراسة في عام 2007 لـ 829 شركة على مدى 31 عاما "عدم وجود آثار إيجابية في مكان العمل المتوسط" من التدريب على التنوع في حين كان التأثير سلبيا عندما كان إلزاميا. ووفقا لفرانك دوبين أستاذ جامعة هارفارد في علم الاجتماع وباحث في مجال التنوع "في المتوسط التدريب على التنوع الذي يشمل الجميع ويفرض على الجميع لا يحقق أي تأثيرات إيجابية على أي فئات مهمة تعاني من التمييز تاريخيا مثل الرجال السود أو النساء أو الرجال الأمريكيين من أصل هسباني أو النساء أو الرجال الأمريكيين من أصل آسيوي أو النساء أو النساء البيض".

### البيانات المطلوبة للتنوع في الأوساط الأكاديمية
استخدام "بيانات التنوع" الإلزامية في الأوساط الأكاديمية حيث يقوم المتقدم للوظيفة أو عضو هيئة التدريس بتوضيح "مساهماته الماضية" وخططه "لتعزيز التنوع والعدالة والاندماج" إذا تم تعيينه أصبح مثار جدل وانتقادات. وقد وصفت مؤسسة حقوق الفرد والتعبير مثل هذه الممارسات بأنها هجوم على حرية الأكاديميين مشيرة إلى أن "سياسات بيانات التنوع غامضة أو مستندة إلى معتقدات فكرية يمكن أن تعمل بسهولة كاختبارات للالتزام بالآراء الفكرية السائدة في مجال التنوع والعدالة والاندماج" وتعاقب أعضاء هيئة التدريس على احتضان وجهات النظر المعارضة في قضايا ذات اهتمام عام. ووفقا لاستطلاع أجرته جمعية الأساتذة الجامعيين الأمريكية عام 2022 يشتمل واحد من كل خمس كليات وجامعات أمريكية على معايير التنوع والعدالة والاندماج في معايير التثبيت بما في ذلك 45.6 في المئة من المؤسسات التي يزيد عدد طلابها عن 5000. وبدأت بعض الجامعات في إعطاء بيانات التنوع وزنا كبيرا في عمليات التوظيف فعلى سبيل المثال ألغت جامعة كاليفورنيا ثلاثة أرباع المتقدمين لخمس وظائف هيئة تدريس في علوم الحياة بالكامل بناء على بيانات تنوعهم في دورة التوظيف لعامي 2018-2019.
طالب التحالف الحرية الأكاديمية بإنهاء طلب بيانات التنوع مشيرا إلى أنه "يشجع على السخرية والغش" ويمحو "التفرقة بين الخبرة الأكاديمية والانسجام الفكري". وقد صرح عالم النفس الاجتماعي جوناثان هايدت الذي استقال من الجمعية الأمريكية لعلماء علم النفس الاجتماعي والشخصية احتجاجا على بيانات التنوع الإلزامية بأن "معظم الأعمال الأكاديمية ليس لها علاقة بالتنوع لذا فإن بيانات التنوع الإلزامية تجبر العديد من الأكاديميين على خيانة والا يتعلق العمل الأكاديمي بالتنوع لذا فإن بيانات التنوع الإلزامية تجبر العديد من الأكاديميين على خيانة واجبهم تجاه الحقيقة من خلال تلفيق أو تحريف أو اختراع صلة هشة بالتنوع". وتشمل الانتقادات الأخرى أنها "تقلل من قيمة الجدارة" وترتبط بالتمييز الإيجابي وأنها تنتهك الدستور الأمريكي أو تعمل كقسوم الولاء.
وذكر استطلاع قام به "مؤسسة حقوق الفرد والتعبير" وشارك فيه 1500 شخصا أن هذه المسألة مثيرة للانقسام بين أعضاء هيئة التدريس حيث يرى نصفهم أن وجهة نظرهم تتوافق أكثر مع وصف بيانات التنوع بأنها "متطلب مبرر للحصول على وظيفة في الجامعة" بينما يرون النصف الآخر أنها "اختبار فكري ينتهك حرية الأكاديميين".
عدة ولايات أمريكية قد وضعت تشريعات لحظر بيانات التنوع الإلزامية.

### العدالة مقابل المساواة
وفقا لإطارات التنوع والعدالة والاندماج "العدالة تختلف عن المساواة في أن المساواة تعني معاملة الجميع وكأن تجاربهم متطابقة تماما". يُعتبر التمييز بين المساواة والعدالة وخاصة بين النقاد أن المساواة تعني "المساواة في الفرص" بينما تعني العدالة "المساواة في النتائج". وقد أنتقد البعض هذا التركيز على العدالة بدلا من المساواة معتبرين أن الأول يعارض التركيز على الجدارة أو عدم التمييز. وصف العالم السياسي تشارلز ليبسون "العدالة" بأنها "أمر بالتمييز" يهدد مبدأ "المساواة أمام القانون" بينما وصف العالم النفسي الكندي جوردان بيترسون الذي ينتقد التنوع والعدالة والاندماج بانتظام العدالة بأنها "أخطر المفاهيم الثلاثة وأكثرها استعلاء وغرورا وجهلا تاريخيا وخطورة". وانتقل الجدل أيضا إلى مجال السياسة. وعلقت المتحدثة باسم مكتب حاكم ولاية تكساس غريغ أبوت على وصف المبادرات المتعلقة بالتنوع والعدالة والاندماج بأنها "غير قانونية" حيث قالت: "المسألة ليست التنوع - المسألة أن العدالة ليست مساواة. هنا في تكساس نعطي الناس فرصة للتقدم بناء على الموهبة والاستحقاق".

### تأثير سياسات التنوع والعدالة والاندماج على حرية التعبير وحرية الأكاديمية
في السنوات الأخيرة أثارت حالات صراع معروفة في الحرم الجامعي جدلا حول تأثير التنوع والعدالة والاندماج على بيئة الحرم الجامعي وحرية الأكاديميين وحرية التعبير. إلغاء محاضرة ضيف في معهد ماساتشوستس للتكنولوجيا للعالم الفلكي دوريان أبوت عام 2021 بعد انتقاده برامج التنوع والعدالة والاندماج أدى إلى انتباه وجدل في وسائل الإعلام. وبناء على ذلك شكل لجنة في معهد ماساتشوستس للتكنولوجيا للتحقيق في حالة حرية الأكاديميين في الجامعة.
تسببت حادثة تعطيل محاضرة قاضي المحكمة الاتحادية للدائرة الخامسة كايل دنكان في مدرسة القانون بجامعة ستانفورد في عام 2023 في تلقي انتقادات ونقاشات في وسائل الإعلام حيث ركز الكثيرون على دور نائب عميد التنوع والعدالة والاندماج تيرين شتاينباخ الذي انضم إلى المحتجين في انتقاد وجود دنكان في الحرم الجامعي. في أعقاب هذه الحادثة أعربت هيئة التحرير في صحيفة وول ستريت جورنال عن رأيها بأن مكاتب التنوع والعدالة والاندماج "أصبحت أدوات لترويع وتقييد الحرية الشخصية". وردت شتاينباخ بمقال بعنوان "يمكن للتنوع والحرية الشخصية أن يتواجدا معا في ستانفورد" نُشر في الصحيفة في الأسبوع التالي. أيضا نشرت عميدة كلية القانون بجامعة ستانفورد جيني إس. مارتينيز وثيقة تتناول الوضع وتوضح موقف ستانفورد من حرية التعبير. فيها أكدت مارتينيز أن التزام الجامعة بالتنوع والعدالة والاندماج "يمكن تطبيقه ويجب أن يتم تطبيقه بطرق تتوافق مع التزام الجامعة بالحرية الأكاديمية وحرية التعبير" وأنها تعتقد أن "الالتزام بالتنوع والعدالة والاندماج يعني في الواقع أنه يجب علينا حماية حرية التعبير لجميع الآراء". كما أضافت أن هذا الالتزام لن يأخذ شكل "إعلان إدارة المدرسة لمواقف مؤسسية بشأن مجموعة واسعة من القضايا الاجتماعية والسياسية الحالية أو إصدار بيانات مؤسسية متكررة حول أحداث الأخبار الحالية أو استبعاد أو انتقاد المتحدثين الذين يحملون آراء في القضايا الاجتماعية والسياسية مع وجود خلاف في آراء بعض أو حتى العديد في مجتمعنا". وانتقدت هذا التعريف للبيئة "الشاملة" معتبرةً أنه "قد يؤدي إلى إنشاء وفرض العقيدة المؤسسية".
في أبريل 2023 قام مجموعة مكونة من 29 عالما بما في ذلك الحائزين على جائزة نوبل دان شيختمان وآريه وارشيل بنشر ورقة علمية توضح ما يرونه الكتاب كـ "تصادم في العلم بين القيم الليبرالية التقليدية" و "منظور حديث جديد" الذي وفقا لحجتهم يفرضه ضباط ومكاتب "التنوع والعدالة والاندماج" و "يهدد المشروع العلمي برمته". فيما بعد أكدت آنا كريلوف وجيري كوين وهما من الكتاب في مقال نشر في وول ستريت جورنال أن تركيزهم على الجدارة - "كان مرة واحدة لا يثير الاعتراض [...] الآن مثير للجدل وغير مقبول حتى في العلوم الصعبة" - أدى إلى رفضه من قبل المجلات الرئيسية ونشره في مجلة الأفكار المثيرة للجدل.
أدى انتحار رئيس مدرسة تورونتو السابق ريتشارد بيلكستو في عام 2023 إلى موجة جديدة من الجدل المحيط بالتنوع والعدالة والاندماج في مكان العمل وتأثيرها على حرية التعبير. كان بيلكستو قد رفع دعوى قضائية ضد مجلس مدارس منطقة تورونتو عقب حادثة في عام 2021 في ندوة تدريبية للتنوع والعدالة والاندماج وتم تشخيص بيلكستو في وقت لاحق بـ "القلق الثانوي لحادثة العمل" وادعى أن الجلسة وما تلاها أدت إلى تدمير سمعته. صرح محامي بيلكستو علنا بربط هذه الحادثة وما تلاها بوفاته. في أعقاب وفاة بيلكستو صرح وزير التربية في أونتاريو ستيفن ليتشي بأنه طلب إجراء مراجعة و "خيارات لإصلاح التدريب المهني وتعزيز المساءلة في مجالات مجالس المدارس حتى لا يحدث هذا مرة أخرى" معتبرا ادعاءات بيلكستو قبل وفاته "جدية ومزعجة". لقد أثارت وفاة بيلكستو اهتماما دوليا وأعادت النقاش حول التنوع والعدالة والاندماج وحرية الكلام. وفقا لصحيفة غلوب آند ميل تم "استغلال الحادثة من قبل عدد من المعلقين اليمينيين البارزين الراغبين في التراجع عن مبادرات التنوع والعدالة والاندماج".

### معاداة السامية
اتُهم التنوع والعدالة والاندماج بتجاهل أو حتى المساهمة في العداء تجاه السامية. وفقا لأندريا سبيندل من مؤسسة التعليم عن العداء تجاه السامية في كندا تم تجاهل العداء تجاه السامية بشكل كبير في المناهج المتعلقة بالتنوع والعدالة والاندماج. جاءت العلاقة بين التنوع والعدالة والاندماج والعداء تجاه السامية على نحو أكثر تفحصا بعد هجوم حماس على إسرائيل في عام 2023 والحرب الناجمة عنها في غزة.
تبيا لي المديرة السابقة للتنوع والعدالة والاندماج في كلية دي أنزا في كاليفورنيا والتي أصبحت ناقدة زعمت أن إطارات التنوع والعدالة والاندماج تشجع على العداء تجاه السامية بسبب الثنائية "المضطهدين والمضطهدون" حيث "يتم تصنيف اليهود في فئة المضطهدين" ووصفوا بأنهم "مضطهدون بيض". زعمت أن محاولاتها لاستيعاب اليهود ضمن مظلة "التنوع والعدالة والاندماج" قد واجهت مقاومة. عندما طالب نقادها أمام أمناء الكلية بإقالتها من منصبها أشار أحد المستشارين صراحة إلى محاولاتها لوضع الطلاب اليهود "على نفس المستوى مع المجموعات المهمشة". كما لوحظ أيضا كيف أدعت لجنة التنوع والعدالة والاندماج في جامعة ستانفورد أن "اليهود على عكس الأقليات الأخرى يمتلكون امتيازا وقوة وليس لليهود وضحايا كراهية اليهود حق أو ضرورة للحصول على اهتمام اللجنة" بعد أن اشتكى طالبان من حوادث معادية للسامية في الحرم الجامعي.
عقب سلسلة من حوادث العداء للسامية في الحرم الجامعي الأمريكي في عام 2023 لقد وجه العديد من أعضاء الكونغرس الجمهوريين اللوم إلى التنوع والعدالة والاندماج حيث أكد بورجيس أوينز أن برامج التنوع والعدالة والاندماج "لا تشمل اليهود على الإطلاق". تمت مماثلة انتقادات التنوع والعدالة والاندماج لعدم احتوائها لليهود ومساهمتها في تكريس العداء تجاه السامية من قبل رجل الأعمال بيل أكمان والكاتبة هيذر ماكدونالد. عقب الجدل المتعلق بالعداء للسامية في جامعة بنسلفانيا قام أحد المتبرعين بسحب تبرعه بقيمة 100 مليون دولار "لأنه اعتقد أن المدرسة كانت تولي أولوية للتنوع والعدالة والاندماج على تعزيز التفوق الأكاديمي لكلية الأعمال".

### تسيس وإيديولوجية
وفقا لبعض النقاد أصبح التنوع والعدالة والاندماج بمثابة إيديولوجية أو "أجندة سياسية" متميزة مما أدى إلى تسييس الجامعات. انتقد فاريد زكاريا من شبكة سي إن إن الجامعات الأمريكية بسبب "الانحياز الأيديولوجي الذي وصلت إليه" حيث أشار إلى أن "هذه الجامعات ورؤساؤها غير قادرين على توضيح أنه في مركز الجامعة يقع التعبير الحر عن الأفكار" وعبر عن رأيه بأن "أوضح نقص في التنوع في الجامعات وهو التنوع السياسي الذي يؤثر بشكل واضح على قدرتها على تحليل العديد من القضايا لم يتم التعامل معه".

### مجتمع ذوي الإعاقة
وفقا لبعض النقاد فإن مبادرات التنوع والعدالة والاندماج تحجب دور الأشخاص ذوي الإعاقة. في مقالة نُشرت في مجلة المحادثة عام 2017 قال الأستاذ الجامعي ستيفن فريدمان إن "المنظمات التي تعتبر التنوع والعدالة والاندماج أمرا جديا يجب أن تتبنى منظورا ينتج قيمة مشتركة حيث تتواجد الأعمال والمنافع الاجتماعية جنبا إلى جنب". وفقا لمقالة نُشرت في مجلة تايم عام 2023 "يتم إهمال الأشخاص ذوي الإعاقة".
وقد أكدت هذه الرؤية من قبل عدد من قادة ونشطاء التنوع والعدالة والاندماج. تؤكد سارة هارت وير الرئيسة والمديرة التنفيذية السابقة للجمعية الوطنية لمتلازمة داون والمؤسسة المشاركة في لجنة التوظيف للأشخاص ذوي الإعاقة أنه عند التداول في رؤية نجاح التنوع والعدالة والاندماج في الولايات المتحدة يجب على صناع القرار وأرباب العمل أن يتخذوا تدابير استباقية للتعامل مع الأشخاص ذوي الإعاقة الذين تم تجاهلهم تاريخيا. وأشارت كورين غراي إلى أنه "إذا احتضنت التنوع وتجاهلت الإعاقة فأنت تخطئ في الأمر".

## الردود السياسية والعامة

### وسائل الترفيه والإعلام
في صناعة السينما انتقد العديد من الممثلين والمخرجين البارزين معايير التنوع التي تم تنفيذها مؤخرا مثل في حفل توزيع جوائز الأوسكار. بدءا من عام 2024 يجب على الفيلم أن يستوفي اثنين من أربعة معايير تنوع ليكون مؤهلا للترشيح لجائزة أفضل فيلم في حفل توزيع جوائز الأوسكار.
صرح الممثل ريتشارد درايفوس أن معايير التنوع والاندماج في جوائز الأوسكار "تجعلني أشعر بالغثيان" ويقول إنه لا ينبغي تشريع الفن من الناحية الأخلاقية. عبّر العديد من المخرجين الكبار الذين هم أعضاء في أكاديمية جوائز الأوسكار عن معارضتهم السرية للمعايير الجديدة للتنوع لصحيفة نيويورك بوست حيث وصف أحدهم هذه المعايير بأنها "مصطنعة". هاجم الناقد السينمائي أرموند وايت المعايير الجديدة بأنها "فاشية تقدمية" مقارنا إياها بقوانين هايز.
المصادر الإعلامية المحافظة مثل مجلة ناشونال ريفيو كانت أيضا نقادا متكررين لمبادرات التنوع والعدالة والاندماج حيث يؤكد المساهم جورج ليف أنها طغاية وتعارض الميزة الشخصية.

### السياسة
في سنوات العشرينات أصبح التنوع والعدالة والاندماج محط الأضواء في السياسة الأمريكية حيث وجه عدد من الجمهوريين البارزين أنفسهم كنقادين بما في ذلك حاكم ولاية فلوريدا رون دي سانتيس وحاكم ولاية تكساس غريغ أبوت والمرشح الرئاسي فيفيك راماسوامي.
ينظر العديد من ولايات الولايات المتحدة إلى قوانين أو قد تكون قد مرت بتشريعات تستهدف التنوع والعدالة والاندماج في المؤسسات العامة. في مارس 2023 صادق مجلس نواب ولاية تكساس على مشروع قانون يمنع استخدام الأموال الحكومية لبرامج التنوع والعدالة والاندماج في الجامعات والكليات. في مايو 2023 مررت تشريعات في ولاية تكساس تحظر المكاتب والبرامج الترويجية للتنوع والعدالة والاندماج في الكليات والجامعات التي تتلقى تمويلا عاما. في ولاية آيوا تم تقديم مشروع قانون لمنع الإنفاق على التنوع والعدالة والاندماج في الجامعات العامة في مارس 2023.
نقطة أخرى هامة للجدل السياسي كان تنفيذ إطارات التنوع والعدالة والاندماج في الجيش حيث انتقد السياسيون الجمهوريون بشكل متكرر هذه الجهود بأنها "مفترقة" وتؤثر سلبا على كفاءة وتجنيد الجيش في حين دافع الديمقراطيون عنها بأنها مفيدة وتقوي الجيش. في 14 يوليو 2023 صوت أعضاء مجلس النواب لحظر جميع المكاتب والمبادرات المتعلقة بالتنوع والعدالة والاندماج داخل وزارة الدفاع والجيش بتقسيم حزبي مع اعتراض أربعة أعضاء جمهوريين أيضا.

### مقاطعة عامة
انتشرت حملات مقاطعة لبعض الشركات في الولايات المتحدة بواسطة النشطاء والسياسيين المحافظين وذلك بسبب المعارضة السياسية لجهود التنوع والعدالة والاندماج في الشركات وخاصة التسويق الذي يعتبر "متنبيءا بالنوم" وأمثلة بارزة على ذلك تشمل شركات مثل ديزني وتارجت وانهيوزر بوش وتشيك فليه أي. وصف المعلق جوناثان تيرلي من صحيفة ذا هيل هذه المقاطعات بأنها "ناجحة إلى حد ما".
وفي المقابل أثارت بعض ردود فعل هذه الشركات تجاه الجدل انتقادات من الأطراف التقدمية بشأن "التراجع" عن التزامات التنوع والعدالة والاندماج أو عدم تحقيقها.